# 2018년 대한민국의 주말 흥행 1위 영화 목록
다음은 2018년 대한민국에서 주말(금요일 ~ 일요일) 흥행 1위를 달성한 영화의 목록이다.
| 주 | 날짜             | 영화                                  | 수입 (단위: 원) | 비고 |
| -- | ---------------- | ------------------------------------- | --------------- | ---- |
| 1  | 2018년 1월 8일   | 《신과함께: 죄와 벌》                 | 11,048,259,705  |      |
| 2  | 2018년 1월 15일  | 《1987》                              | 8,733,125,113   |      |
| 3  | 2018년 1월 22일  | 《메이즈러너: 데스 큐어》             | 7,471,309,863   |      |
| 4  | 2018년 1월 29일  | 《그것만이 내 세상》                  | 5,694,727,462   |      |
| 5  | 2018년 2월 4일   | 《염력》                              | 3,952,405,257   |      |
| 6  | 2018년 2월 11일  | 《조선명탐정: 흡혈괴마의 비밀》       | 6,536,428,545   |      |
| 7  | 2018년 2월 18일  | 《블랙팬서》                          | 16,921,404,518  |      |
| 8  | 2018년 2월 25일  | 《블랙팬서》                          | 6,176,150,284   |      |
| 9  | 2018년 3월 4일   | 《궁합》                              | 4,079,934,615   |      |
| 10 | 2018년 3월 11일  | 《사라진 밤》                         | 4,414,950,627   |      |
| 11 | 2018년 3월 18일  | 《지금 만나러 갑니다》                | 5,747,862,948   |      |
| 12 | 2018년 3월 25일  | 《퍼시픽 림: 업라이징》               | 5,646,753,042   |      |
| 13 | 2018년 4월 1일   | 《곤지암》                            | 8,045,628,674   |      |
| 14 | 2018년 4월 8일   | 《곤지암》                            | 4,308,306,134   |      |
| 15 | 2018년 4월 15일  | 《램페이지》                          | 5,341,286,822   |      |
| 16 | 2018년 4월 22일  | 《램페이지》                          | 3,261,239,855   |      |
| 17 | 2018년 4월 29일  | 《어벤져스: 인피니티 워》             | 29,634,045,531  |      |
| 18 | 2018년 5월 6일   | 《어벤져스: 인피니티 워》             | 18,379,552,113  |      |
| 19 | 2018년 5월 13일  | 《어벤져스: 인피니티 워》             | 7,424,587,157   |      |
| 20 | 2018년 5월 20일  | 《데드풀 2》                          | 12,816,400,186  |      |
| 21 | 2018년 5월 27일  | 《독전》                              | 10,055,883,761  |      |
| 22 | 2018년 6월 3일   | 《독전》                              | 8,819,484,361   |      |
| 23 | 2018년 6월 10일  | 《쥬라기 월드: 폴른 킹덤》            | 16,356,141,400  |      |
| 24 | 2018년 6월 17일  | 《탐정: 리턴즈》                      | 6,122,095,970   |      |
| 25 | 2018년 6월 24일  | 《탐정: 리턴즈》                      | 5,644,660,902   |      |
| 26 | 2018년 7월 1일   | 《마녀》                              | 6,673,436,952   |      |
| 27 | 2018년 7월 8일   | 《앤트맨과 와스프》                   | 17,328,822,181  |      |
| 28 | 2018년 7월 15일  | 《앤트맨과 와스프》                   | 9,458,798,076   |      |
| 29 | 2018년 7월 22일  | 《인크레더블 2》                      | 9,651,074,412   |      |
| 30 | 2018년 7월 29일  | 《미션 임파서블: 폴아웃》             | 20,867,594,654  |      |
| 31 | 2018년 8월 5일   | 《신과함께: 인과 연》                 | 33,527,063,387  |      |
| 32 | 2018년 8월 12일  | 《신과함께: 인과 연》                 | 13,867,217,012  |      |
| 33 | 2018년 8월 19일  | 《목격자》                            | 7,221,319,060   |      |
| 34 | 2018년 8월 26일  | 《너의 결혼식》                       | 6,154,986,400   |      |
| 35 | 2018년 9월 2일   | 《너의 결혼식》                       | 5,019,892,832   |      |
| 36 | 2018년 9월 9일   | 《서치》                              | 6,532,813,718   |      |
| 37 | 2018년 9월 16일  | 《서치》                              | 4,584,397,282   |      |
| 38 | 2018년 9월 23일  | 《안시성》                            | 10,121,905,841  |      |
| 39 | 2018년 9월 30일  | 《안시성》                            | 7,151,384,201   |      |
| 40 | 2018년 10월 7일  | 《베놈》                              | 10,507,596,356  |      |
| 41 | 2018년 10월 14일 | 《암수살인》                          | 5,002,734,832   |      |
| 42 | 2018년 10월 21일 | 《퍼스트맨》                          | 3,287,117,057   |      |
| 43 | 2018년 10월 28일 | 《창궐》                              | 7,472,084,964   |      |
| 44 | 2018년 11월 4일  | 《완벽한 타인》                       | 10,447,235,211  |      |
| 45 | 2018년 11월 11일 | 《완벽한 타인》                       | 8,900,204,688   |      |
| 46 | 2018년 11월 18일 | 《신비한 동물들과 그린델왈드의 범죄》 | 9,236,785,870   |      |
| 47 | 2018년 11월 25일 | 《보헤미안 랩소디》                   | 8,643,559,564   |      |
| 48 | 2018년 12월 2일  | 《국가부도의 날》                     | 9,369,033,911   |      |
| 49 | 2018년 12월 9일  | 《국가부도의 날》                     | 5,588,726,540   |      |
| 50 | 2018년 12월 16일 | 《보헤미안 랩소디》                   | 4,960,525,900   |      |
| 51 | 2018년 12월 23일 | 《아쿠아맨》                          | 8,877,519,598   |      |
| 52 | 2018년 12월 30일 | 《아쿠아맨》                          | 7,391,764,783   |      |

## 같이 보기
- 2018년 대한민국의 영화 목록

## 참고 자료
- KOFIC 영화진흥위원회 주간/주말 박스오피스 참고